# ほえよ!0011
ほえよ!0011 (Hong Kong Phooey)とは、アメリカ合衆国のABCで1974年9月7日から12月21日まで放送されたハンナ・バーベラ・プロダクション製作のテレビアニメ。日本では1977年7月2日から7月20日まで東京12チャンネル（現：テレビ東京）の『マンガのくに』で放送された。

## キャラクター
ラッチー博士（オリジナルではペンロッド「ホンコン・ペンリー・プーチ」フーイ博士）
声 - 富山敬、英 - スキャットマン・クローザース
警察署の清掃員として働いている中国から生まれた犬男だが、カンフーのスーパーヒーロー0011号となって悪者たちと戦っている。
スポット・S教授
声 - 堀絢子、英 - ドン・メシック
悪人を騙すネコ、ラッチーのパートナー。
ローズマリー
声 - ?、英 - キャシー・ゴーリ
ブロンド髪の女性オペレーター
フリント軍曹
声 - ?、英 - ジョー・E・ロス
警察署のサージェント
弁務官
声 - ?、英 - ?

## 主題歌
「ほえよ!0011」
歌 - 富山敬
ネコのセリフにある「やれやれ」は日本独自で、オリジナルでは喋らない。
ナレーションにある「0011って誰のこと？」は、日本語版では緒方賢一が言っている。